# HEY1
HEY1‏ (Hes related family bHLH transcription factor with YRPW motif 1) هوَ بروتين يُشَفر بواسطة جين HEY1 في الإنسان.